# 龐万春
龐 万春（ほう ばんしゅん）は中国の小説で四大奇書の一つである『水滸伝』の登場人物。
第118回に登場する、方臘配下武将。「小養由基（しょうようゆうき）」（養由基とは戦国時代の楚にいた百発百中の弓の名手）とあだ名するほどの方臘軍切っての弓の名手。密かに同じ弓の名手の花栄に対抗心を抱いていた。

## 生涯
龐万春が初めて登場するのは、宋軍が歙州に侵攻する折、歙州の防壁である昱嶺関に副将の雷炯と計稷とともに守備に就いた。斥候にやって来た史進、石秀、陳達、楊春、薛永、李忠の6人の頭領が率いる手勢を待ち伏せし、関門に近づいた史進の喉を射抜いて討ち取り、さらに一斉に矢の雨を浴びせて石秀らを戦死させた。しかし、密かに潜入していた時遷に火を放たれて関門が混乱に陥り、その隙を突かれて宋軍に攻撃されてしまい、雷炯と計稷は捕らえられるが、龐万春は歙州に逃げ延びた。その後、歙州で5千の兵を率いて宋軍を迎え撃って欧鵬と一騎打ちするとわざと逃走し、追って来た欧鵬を振り向きざまに矢を放つも素手で掴まれるが、すぐに第二矢を放ったことで欧鵬を射殺し、宋軍を撃退した。しかし、その夜、夜襲を仕掛けるがそれを察知していた宋軍に待ち伏せされ、湯隆に捕らえられて処刑される。